# 白いギター
「白いギター」（しろいギター）は、1973年9月25日に発売された、チェリッシュの通算8枚目のシングル。

## 解説
- 本シングルの発売当時、前作の「てんとう虫のサンバ」が依然売れ続けていたが、高橋隆ディレクターがこの曲を気に入っていたこともあり、あえてシングルとして発売した[2]。累計売上は80万枚[3]。

- オリコンチャートにおいてシングル売上枚数は39.6万枚を記録、「ひまわりの小径」「てんとう虫のサンバ」に次ぐ3番目のヒット曲となった[1]。

- 1973年末の「第15回日本レコード大賞」歌唱賞を獲得した。

## 収録曲
- 両楽曲共に、作詞：林春生／作曲・編曲：馬飼野俊一

1. 白いギター（2分56秒）
2. 落葉の散歩道（3分18秒）

## 収録アルバム
- チェリッシュ・ベスト・コレクション
- スーパー･デラックス
- チェリッシュ・ライブ

など

## カバー
- あべ静江（1974年／アルバム『透きとおった哀しみ』収録）